# Деникер, Пьер
Пьер Деникер (родился 16 февраля 1917 года в Париже, умер 17 августа 1998 года) — французский психиатр, вместе с Жаном Деле участвовавший в открытии первого антипсихотика — хлорпромазина, использовавшегося для лечения шизофрении и других психозов. Редактор журнала L’Encéphale с 1975 года до своей смерти в 1998 году.